# Karol Irzykowski

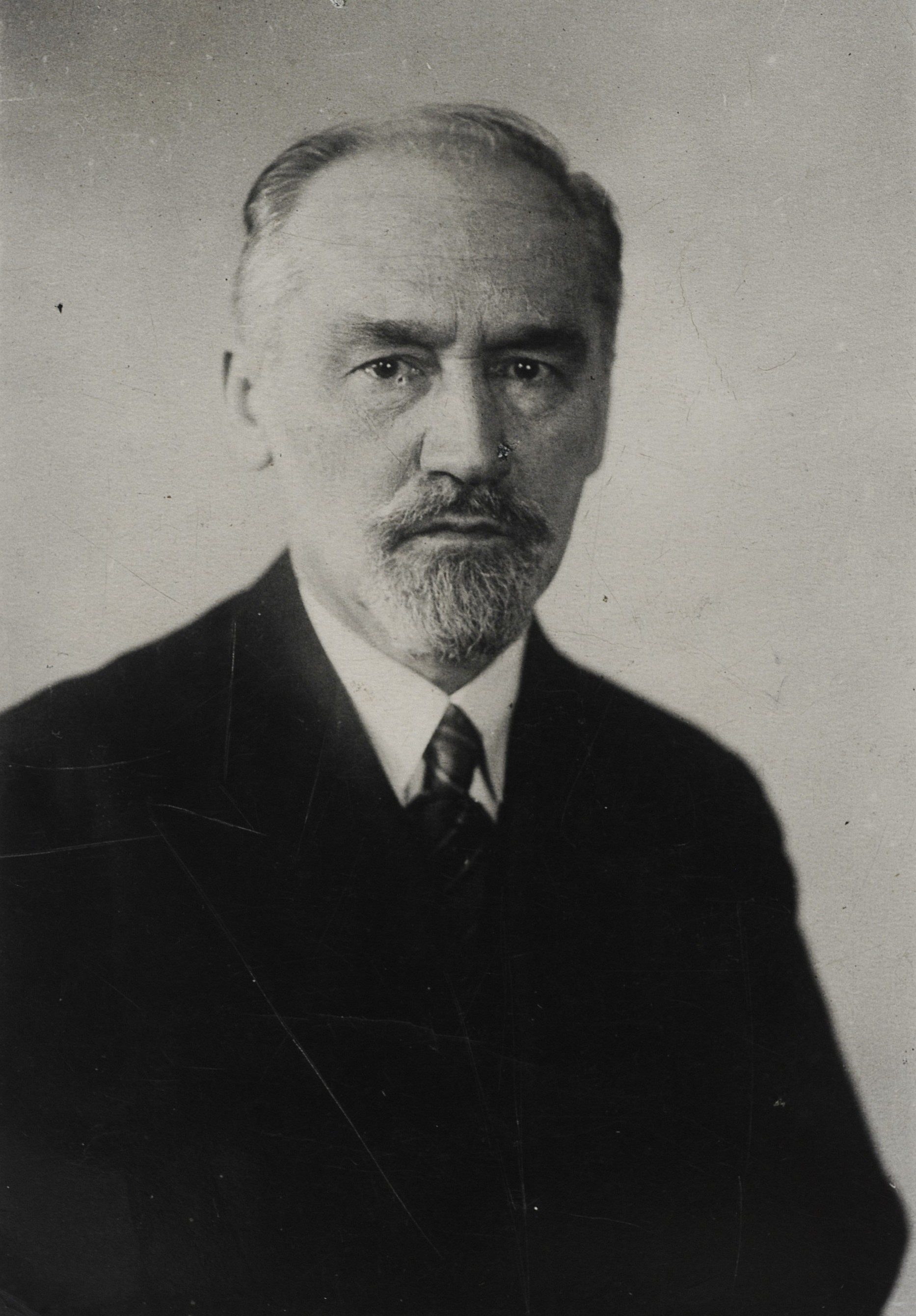
Karol Irzykowski

Karol Irzykowski (sinh ngày 23 tháng 1 năm 1873 - mất ngày 2 tháng 11 năm 1944) là một nhà văn, nhà phê bình văn học, nhà lý thuyết điện ảnh và kỳ thủ cờ vua người Ba Lan. Trong các năm 1933–1939 ở Đệ Nhị Cộng hòa Ba Lan, ông là thành viên của Viện Hàn lâm Văn học Ba Lan danh tiếng, được thành lập theo sắc lệnh của Hội đồng Bộ trưởng.

## Cuộc đời
Karol Irzykowski sinh tại Błaszkowa, gần Pilzno. Ông xuất thân từ một gia đình quý tộc sở hữu nhiều đất đai sau rơi vào thời kỳ khó khăn. Từ năm 1889 đến năm 1893, ông học Ngữ văn Đức ở Lwów (Lemberg). Trong hai năm 1894-1895, Karol Irzykowski đôi khi làm giáo viên, nhưng sự thẳng thắn của ông khiến ông khó theo được lĩnh vực giáo dục. Từ năm 1895, ông sống ở Lwów và làm công việc thư ký quốc hội và tòa án.
Năm 1903, ông cho ra mắt Pałuba, một trong những tiểu thuyết có tính mới nhất thời bấy giờ. Trong tác phẩm này, Karol Irzykowski đã dự đoán nhiều sáng kiến sau này được các nhà thực nghiệm châu Âu đương đại như James Joyce, Virginia Woolf, William Faulkner hay André Gide thực hiện. Tiểu thuyết này chưa được dịch sang ngôn ngữ khác và chỉ thực sự được đánh giá cao ở Ba Lan vào nửa sau thế kỷ 20. (Một số phần của Pałuba đã được dịch sang tiếng Đức sau Chiến tranh thế giới thứ hai).
Năm 1908, Karol Irzykowski chuyển đến Kraków. Tại đây, ông làm thư ký và phóng viên trong văn phòng thư tín cán bộ. Ông cũng từng thi đấu trong các giải cờ vua tại Lemberg và Kraków, thắng Kohn, von Popiel, Chajes, Ameisen, và hòa Flamberg.
Sau Chiến tranh thế giới thứ nhất, Karol Irzykowski chuyển đến Warsaw và làm trưởng văn phòng thư ký Thượng nghị viện (quốc hội). Ông đã cộng tác với các tạp chí Skamander, Wiadomości Literackie và cộng tác với Robotnik trong khoảng thời gian 1921-1933. Karol Irzykowski lên tiếng trong nhiều cuộc thảo luận văn học. Ông phụ trách chuyên mục sân khấu trên Đài phát thanh Ba Lan và trên tạp chí Rocznik Literacki. Ông cũng là thành viên của Học viện Văn học Ba Lan.
Trong thời gian Đức chiếm đóng, Karol Irzykowski viết tiểu thuyết "Wyspa" ("Island") và tham gia vào đời sống văn hóa ngầm. Không may là gần như toàn bộ bản thảo của ông đã bị mất khi quân Đức phá hủy thành phố sau cuộc Khởi nghĩa Warsaw. Karol Irzykowski bị thương và qua đời sau khi được trả tự do ở Żyrardów.

## Tác phẩm
- Pałuba [The Hag] (1903) tiểu thuyết
- Sny Marii Dunin [The Dreams of Maria Dunin] (1903) tập truyện
- Dziesiąta Muza [The Tenth Muse] (1924) lý thuyết điện ảnh
- Walka o treść [Fight for Content] (1929) luận chiến chống Stanisław Ignacy Witkiewicz
- Beniaminek (bài viết đả kích Tadeusz Boy-Żeleński, 1933)
- Słoń wśród porcelany (An Elephant in a China Shop; bản thảo, 1934)